# Thalerommata meridana
Thalerommata meridana là một loài nhện trong họ Barychelidae. Loài này phân bố ờ México.